# كومة تفحيم

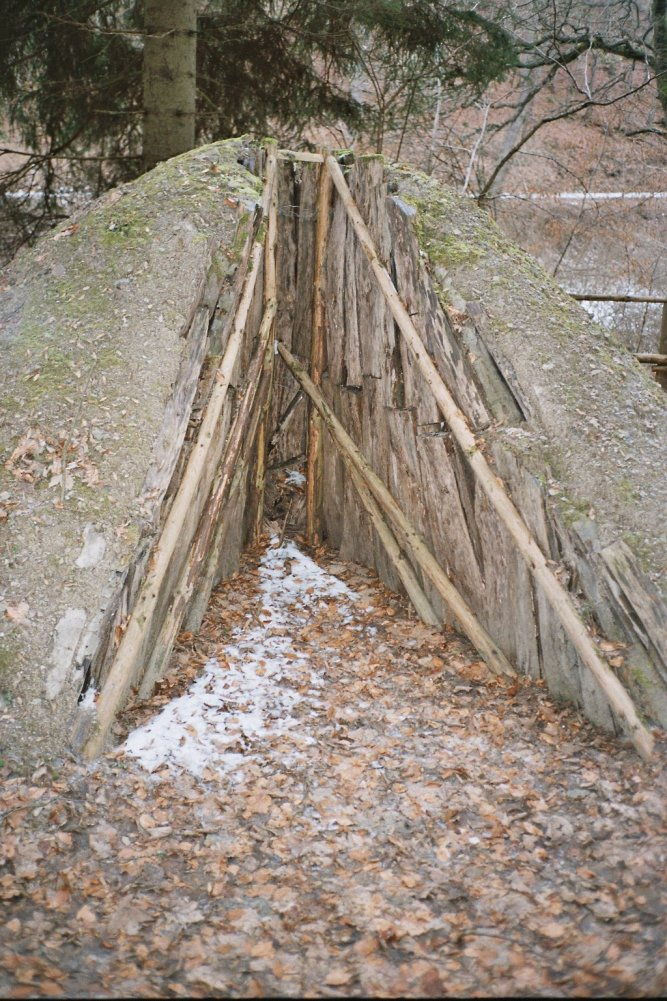
مقطع في كومة التفحيم

كومة التفحيم أو المَشْحَرة أو المَفْحَمة كومة من الخشب مرتبة بعناية، مغطاة بالعشب أو طبقة أخرى، تُشعل النار فيها لإنتاج الفحم. يتعهد الكومة الفحامُ. تشبه الكومةُ قمينَ التفحيم، لكن الأخير هيكلٌ دائمٌ مصنوعٌ من مواد مثل الحجر.